# Милянфан
Милянфан (кирг. Милянфан, дунг. Милёнчуан) — многолюдное, преимущественно дунганское село в Кыргызстане. Преобладают типичные дунганские дома саманного типа застройки. Расположено в Ысык-Атинском районе Чуйской области. Является центром и единственным населённым пунктом Милянфанского аильного округа. Находится в 12 км к северу от районного центра и железнодорожной станции Кант. Значительная часть населения села — дунгане. Имеет ряд культурных связей с КНР.

## Население
Население на 2009 год — 4160 жителей.
Возникло в 1926 году после проведенного раскулачивания на арендных землях дунганской дореволюционной рисовой артели. Население непрерывно увеличивалось, в первую очередь за счёт высокого естественного прироста дунган. По данным начала 1990-х годов имелись средняя школа, профтехучилище, дом культуры, библиотека и больница.
В селе расположен дом-музей Героя Советского Союза М. Ванахуна, семья которого поселилась здесь после дунганских погромов Беловодского мятежа.
Рядом с бюстом Героя установлены пямятные доски с именами всех не вернувшихся с ВОВ 109 односельчан.